# Paralelo 83 N
O Paralelo 83 N é um paralelo no 83° grau a norte do plano equatorial terrestre. É o último paralelo de latitude inteira que cruza terra, pois, o paralelo 84 N já passa a norte da ilha Kaffeklubben, a ilha mais setentrional da Terra.
Pouco ao sul desse paralelo, na latitude 82°42' N fica (dados de 2005) o Polo norte magnético.

## Dimensões
Conforme o sistema geodésico WGS 84, no nível de latitude 83° N, um grau de longitude equivale a 13,61 km; a extensão total do paralelo é portanto 4.900 km, cerca de 12,23% da extensão do Equador, da qual esse paralelo dista 9.220 km, distando 783 km do polo norte

## Cruzamentos
Começando pelo Meridiano de Greenwich e tomando a direção leste, o paralelo 83° Norte passa sucessivamente por:
| País, território ou mar | Notas                                                               |
| ----------------------- | ------------------------------------------------------------------- |
| Oceano Ártico           |                                                                     |
| Canadá                  | Ilha Ellesmere, Nunavut Passa a norte de Alert                      |
| Estreito de Nares       |                                                                     |
| Gronelândia             | Passa a sul do Cabo Morris Jesup, o ponto mais setentrional da ilha |
| Oceano Ártico           |                                                                     |
Nas proximidades do cruzamento desse paralelo com o Meridiano 114 W fica o Polo norte magnético, também próximo à Ilha Ellesmere.